# The Dead (American Horror Story)
"The Dead" es el séptimo episodio de la tercera temporada de la serie de antología y de terror American Horror Story, que se estrenó en FX el 20 de noviembre de 2013 en los Estados Unidos.

## Argumento
En un flashback en un salón de tatuajes, Kyle (Evan Peters) les cuenta a algunos de sus compañeros sobre sus planes de convertirse en ingeniero y cómo por eso no quiere tatuarse. En el presente, encadenado a la pared, Kyle observa en sus piernas y brazos los tatuajes de sus compañeros. Zoe (Taissa Farmiga) se acerca a él con un arma escondida, ofreciéndole disculpas por haberlo devuelto a la vida de la forma en que lo hizo. Kyle le arrebata el arma y se la pone en la cabeza, amenazando con terminar su vida. 
Imposibilitada de sentir nada más allá de hambre, Madison (Emma Roberts) experimenta con diferentes pociones. Rodeado de armas, Hank (Josh Hamilton) realiza una llamada a Cordelia, quien corta el teléfono. Luego, mientras camina lentamente por el corredor, Cordelia toca a Madison y percibe cómo Fiona (Jessica Lange) terminó con su vida. 
Delphine (Kathy Bates) y Queenie (Gabourey Sidibe), al no encontrar nada que comer en la Academia, se dirigen a un local de comida rápida. En el automóvil, Delphine le dice que las otras brujas nunca la aceptarán por el color de su piel. Al día siguiente, Queenie visita a Marie (Angela Bassett), quien le ofrece refugio entre los suyos a cambio de Delphine. 
De vuelta en la Academia, Queenie interroga a Delphine acerca de lo peor que hizo en su vida. Delphine le cuenta cómo asesinó al recién nacido de una de sus empleadas, niño que había tenido con el marido de Delphine y que ocasionó que la muchacha se suicidara. Aunque Queenie ve esto como algo espeluznante, Delphine le confiesa que se lo cuenta porque ve en ella a una amiga. 
El Hombre del Hacha (Danny Huston) y Fiona (Jessica Lange) beben unos tragos en un departamento que parece ser de él. Fiona va al baño y ve cómo su cabello comienza a caer. Tras la cortina de la ducha, yace un cadáver. Al regresar, Fiona decide irse pero él la convence de quedarse para tener sexo. A la mañana siguiente, mientras Fiona se viste, le dice que sabe lo del cadáver y que llamó a la policía, pero él no le cree. El Hombre del Hacha le confiesa que, como un fantasma encerrado en las paredes de la Academia, la estuvo observando desde niña, y su cariño pasó de ser paternal a enamorarse de ella. 
Zoe intenta rehabilitar a Kyle, pero el progreso es lento. Madison no recuerda su rol en la muerte y resurrección de Kyle. Zoe abandona la habitación para encontrarse con Cordelia, dejando que Kyle y Madison conversen sobre sus experiencias en el más allá. Cordelia habla con Zoe acerca de su habilidad de traer de vuelta al Hombre del Hacha, y le dice que tenga cuidado con Fiona, ya que si ésta conoce sus poderes crecientes la asesinará como a Madison. Para prevenirlo, deciden matar a Fiona. De vuelta en su habitación, Zoe ve a Madison y Kyle teniendo sexo.
Atado en su cama, Spalding (Denis O'Hare) se sorprende al ver que tiene de vuelta su lengua. La misma había sido conservada por Myrtle, y Zoe usó sus poderes para restituirla. El encanto aún funciona, y Spalding admite que fue Fiona quien asesinó a Madison. Frente a esto, Zoe lo apuñala. Luego de una ducha, Zoe se encuentra con Madison. Las dos hablan del encuentro sexual con Madison, y ésta le propone compartir al muchacho. 
Queenie lleva a Delphine para un cambio de apariencia en el salón de Marie, quien la encierra en una celda. La reina vudú, utilizando el mismo tratamiento que utilizaba Delphine, se mira en el espejo y declara verse hermosa.